# Wilhelm Schulz
Wilhelm Schulz (ur. 9 listopada 1895, zm. 25 czerwca 1918) – as lotnictwa niemieckiego Luftstreitkräfte z 6 potwierdzonymi zwycięstwami w I wojnie światowej.

## Życiorys
Urodził się w Królestwie Prus w Strasburgu. Od 14 października służył w jednostce rozpoznawczej FAA 48. Od 20 października został przeniesiony do eskadry myśliwskiej Jagdstaffel 15, a zaraz potem 31. do Jagdstaffel 16. W jednostce odniósł pierwsze zwycięstwo powietrzne - 18 sierpnia 1917 roku w okolicach Dun-sur-Meuse zestrzelił samolot Spad. W styczniu 1918 roku dostał kolejny przydział, tym razem do dowodzonej przez Georga Schlenkera Jagdstaffel 41. W jednostce odniósł 3 kolejne zwycięstwa zanim 27 maja 1918 roku objął dowództwo nad eskadrą myśliwską Jagdstaffel 66. Obowiązki pełnił do dnia śmierci. 25 czerwca zginął w walce nad Dormans Park, zestrzelony przez pilotów z Spa.57. Został pochowany w Mittelmeer.

## Odznaczenia
- Krzyż Żelazny I Klasy
- Krzyż Żelazny II Klasy